# América Sierra
América Sierra (Guasave, Sinaloa, México, 17 de marzo de 1978) es una cantante y compositora mexicana del género regional mexicano.
Inició su carrera musical en el año 2011 y ha logrado colocar sus temas en los primeros lugares  del Monitor Latino y en los Billboard.

## Biografía
A temprana edad componía canciones.
En su adolescencia empezó a tomar clases de guitarra.
Ha comentado que su inclinación por la música es influencia de su abuelo.
A sus 14 años, Sierra compitió en un concurso de música en Sinaloa, del que resultó ganadora. Más tarde, América Sierra comenzó a trabajar de forma independiente para cantar en fiestas y eventos importantes de la región. Después de darse a conocer en estos eventos en que Sierra graba su segunda producción discográfica con una banda.
América Sierra realizó sus estudios en Derecho y Ciencias Sociales en la Universidad de Occidente de Guasave. Sin embargo, al terminarlos, América retoma su carrera musical y se muda a la ciudad de Culiacán, Sinaloa, para grabar su tercera producción discográfica.
En la gira de su segundo disco, América conoce al Señor Luciano Luna y este la ayuda a llevar su carrera a artistas como Julio Cháidez, Banda Rancho Viejo y La Adictiva San José de Mesillas, con el grupo San José de Mesillas graba el tema "No es tan solo la mitad", convirtiéndose en los primeros lugares tanto en México como en Los Estados Unidos de América.
Luego, Sierra se une a José Serrano (Presidente de Latin Power Music), y él escogió los temas "Quiero que seas tú" de Bebeto y "Corazón despistado" de Los Primos Durango.
América fue la protagonista del movimiento sonoro del género tribal, y gracias a la composición del tema "Inténtalo" para 3BallMTY alcanzó el éxito a nivel internacional, permitiéndole ser ganadora de varios Premios Billboard. Sus composiciones también han sido reconocidas por la sociedad de compositores SESAC.
Con ese mismo grupo compuso los temas "Besos al Airé" y "El Amor Manda", que los nominó a los Premios Juventud 2013 por la categoría "Mejor tema novelero". El tema "El Amor Manda" fue escogido como tema principal para la telenovela de Juan Osorio Ortiz llamada Porque el amor manda, que contó con las participaciones de Blanca Soto, Fernando Colunga, Erick Elías, Claudia Álvarez, Carmen Salinas, Antonio Medellín, entre otros.
Otros temas que ha sacado son Ya no sé quién soy del álbum El amor manda (2013), Eres mi todo en colaboración con Los Primos MX del álbum Eres Mi Todo (2014) y Mi bello ángel del álbum Ojos Rojos (2019).

## Discografía
- Te Mentiria[3] (2005)
- Inténtalo[4] (2011)
- Inténtalo (Deluxe Edition)[5] (2012)
- El amor manda[6] (2013)
- Eres Mi Todo[7] (2014)
- Ponte Las Pilas[8] (2015)
- Mi Gordito[9] (2015)
- Mi Estrella[10] (2018)
- Boleros Que Hicieron Historia[11] (2018)
- Ojos Rojos[12] (2019)
- Un Nuevo Amor[13] (2019)

## Premios y nominaciones
- Premio Billboard A La Música Latina 2012, por su colaboración vocal en el tema “Inténtalo” de 3BallMTY en las categorías “Tema del Año” “Tema del Año, Colaboración Vocal”, “Tema del Año Duranguense”.[14] (Ganadora)
- Premio SESAC Latina 2013, por la composición de sus temas “Besos al aire” de 3BallMTY y “Miénteme” de Los Primos MX.[15] (Ganadora)
- Premio Bandamax 2013: “Mejor Compositor del Año”.[16] (Ganadora)